# كأس أيرلندا الشمالية 1991–92
كأس أيرلندا الشمالية 1991–92 (بالإنجليزية: 1991–92 Irish Cup)‏ هو موسم من كأس أيرلندا. كان عدد الأندية المشاركة فيه  32، وفاز فيه غلينافون.